# Gotfryd I Villehardouin
Godfryd I Villehardouin – władca Księstwa Achai (zwanego też Moreą) w latach 1209–1226.

## Życiorys
Godfryd I Villehardouin był bratankiem historyka IV wyprawy krzyżowej Godfryda z Villehardouin, przyjacielem Wilhelma Champlitte’a, pierwszego władcy Achai. Wziął udział w IV krucjacie, jednak na własną rękę spod Konstantynopola podążył do Palestyny. Na wieść o zdobyciu Konstantynopola przez krzyżowców zawrócił z Syrii, wskutek niesprzyjających wiatrów wylądował jednak w Modon na Peloponezie. Przez kilka miesięcy działał w Modonie. Na wiosnę 1205 roku dołączył do Bonifacego z Montferratu i Wilhelma Champlitte’a oblegających Nauplię. Bonifacy na wieść o zaatakowaniu Tesaloniki przez Bułgarów pociągnął na północ. Godfryd natomiast namówił Wilhelma do udania się do Modon. Stamtąd przez następne miesiące na czele niewielkiego, bo liczącego prawdopodobnie około 500 rycerzy, oddziału rozpoczęli systematyczny podbój Peloponezu. Bez trudności opanowali zachodnią część półwyspu z Patras i Andrawidą. Opór próbowali stawić greccy mieszkańcy Lacedemonu, Nikli i Veligosti, wspomagani przez Słowian z Tajgetu i Michała I Angelosa, władcę Epiru. Przeciwnicy zostali jednak pokonani  w bitwie pod Kundurą i jesienią niemal cały Peloponez znalazł się w rękach krzyżowców. Pierwszym władcą zdobytych ziem został Wilhelm Champlitte. W 1209 roku po opuszczeniu Księstwa przez Wilhelma Godfryd przejął władzę nad Moreą, przyjmując we wrześniu oficjalny tytuł księcia Achai. Przez cały okres swego panowania Godfryd zachowywał niezależność, jakkolwiek uznawał zwierzchnictwo cesarza łacińskiego, po śmierci cesarza Henryka w 1216 roku już czysto iluzoryczne. Godfryd kontynuował podbój Peloponezu. W 1212 roku udało mu się przy pomocy Wenecjan wyprzeć oddziały greckie z portu Nauplii, który następnie wraz z Argos przekazał jako lenno Ottonowi de la Roche, księciu Aten. Zmarł prawdopodobnie w 1226 roku. Władzę w Księstwie przekazał synowi Gotfrydowi II.